# Parmotrema flavescens
Parmotrema flavescens är en lavart som först beskrevs av Kremp., och fick sitt nu gällande namn av Hale. Parmotrema flavescens ingår i släktet Parmotrema och familjen Parmeliaceae.   Inga underarter finns listade i Catalogue of Life.